# Piper J-3 Cub
Piper J-3 Cub är ett amerikanskt litet högvingat metallflygplan tillverkat av Piper Aircraft mellan 1938 och 1947. Planet tillverkades i cirka 20 000 exemplar och många flyger fortfarande idag. Planets enkla konstruktion och dess relativt låga försäljningspris gjorde att planet blev tillgängligt för allmänheten på ett helt nytt sätt, likt bilen Ford Model T.